# Anna Nitková
Anna Nitková, rozená Nováková (13. července 1906 Kostelec nad Labem – 24. října 1942 koncentrační tábor Mauthausen) byla za Protektorátu Čechy a Morava švadlenou a manželkou obchodníka Josefa Nitky (1905–1942) – náčelníka tělocvičné jednoty Sokol v Kostelci nad Labem. Oba manželé podporovali domácí protiněmecký odboj distribucí potravinových lístků získaných od anonymních dárců.

## Život
Anna Nitková se narodila 13. července 1906 v Kostelci nad Labem jako Ann Nováková. Anna byla povoláním švadlena a za protektorátu provozovala krejčovskou živnost. Se svým manželem obchodníkem Josefem Nitkou (* 17. června 1905) – náčelníkem tělocvičné jednoty Sokol v Kostelci nad Labem – měla dceru Janu. Oba manželé Nitkovi se od prvních týdnů německé okupace Čech, Moravy a Slezska zapojili do podpory osob pronásledovaných gestapem. V této ilegální činnosti nebyli sami, ale spolupracovali se svými přáteli (většinou z II. okrsku Sokolské župy Barákovy): Františkem a Boženou Zeyvalovými, Antonínem a Marií Křovákovými, Annou Stehlíkovou a dalšími. Potravinové lístky pro podporu domácího odboje získávali od anonymních dárců a potraviny díky nim získané se dostávaly i ke členům paravýsadků z Velké Británie.
Po provedení atentátu na Heydricha 27. května 1942, po Čurdově zradě (16. června 1942) a boji mezi parašutisty a příslušníky SS a gestapa (18. června 1942) v kryptě pravoslavného chrámu svatého Cyrila a Metoděje v Resslově ulici v Praze zahájily německé bezpečnostní složky rozsáhlé zatýkací akce podporovatelů parašutistů.
Manželé Josef Nitka a Anna Nitková byli v Kostelci nad Labem zatčeni gestapem 23. června 1942. Nebyli sami, neboť ještě téhož dne (23. června 1942) byli v Praze zatčeni další podporovatelé výsadku Anthropoid:
- Antonín Kuthan[p. 6]
- Manželé Vratislav Hošek a Vlasta Hošková[p. 7].

Zatčení gestapem v Praze tentýž den (23. června 1942) neunikl ani další podporovatel parašutistů (a blízký spolupracovník Jana Zelenky-Hajského) Jan Brych.
Josef a Anna Nitkovi byli (za pomoc čs. parašutistům) odsouzeni k trestu smrti. Nejprve byli drženi ve věznici na Karlově náměstí v Praze a poté byli převezeni do policejní věznice v Malé pevnosti v Terezíně. Odtud byli vypraveni 22. října 1942 hromadně do koncentračního tábora Mauthausen, kam transport dorazil 23. října 1942. Dne 24. října 1942 v 09.36 hodin byla v odstřelovacím koutě mauthausenského bunkru Anna Nitková zavražděna ranou z malorážní pistole do týla při fiktivní lékařské prohlídce spolu s dalšími českými vlastenci, odbojáři, příbuznými či rodinnými příslušníky parašutistů. Její manžel Josef Nitka zahynul stejným způsobem tamtéž ve 14.48 hodin. Konce druhé světové války a osvobození českých zemí se dožila jejich dcera Jana Nitková.

## Připomínky
- Její jméno (Nitková Anna roz. Nováková *13.7.1906) a jméno jejího manžela (Nitka Josef *17.6.1905) jsou uvedena na pomníku při pravoslavném chrámu svatého Cyrila a Metoděje (adresa: Praha 2, Resslova 9a). Pomník byl odhalen 26. ledna 2011 a je součástí Národního památníku obětí heydrichiády.[9][10][11]
- Její jméno (ANNA NITKOVÁ / 24.X.1942 V MAUTHAUSENU) a jméno jejího manžela (JOSEF NITKA / 24.X.1942 V MAUTHAUSENU) jsou uvedena i na pamětní desce věnované Obětem 2. světové války. Deska se nachází ve vstupní části budovy sokolovny v Kostelci nad Labem na adrese Tyršova 545/4. Pamětné deska není veřejně přístupná.[12]

## Galerie

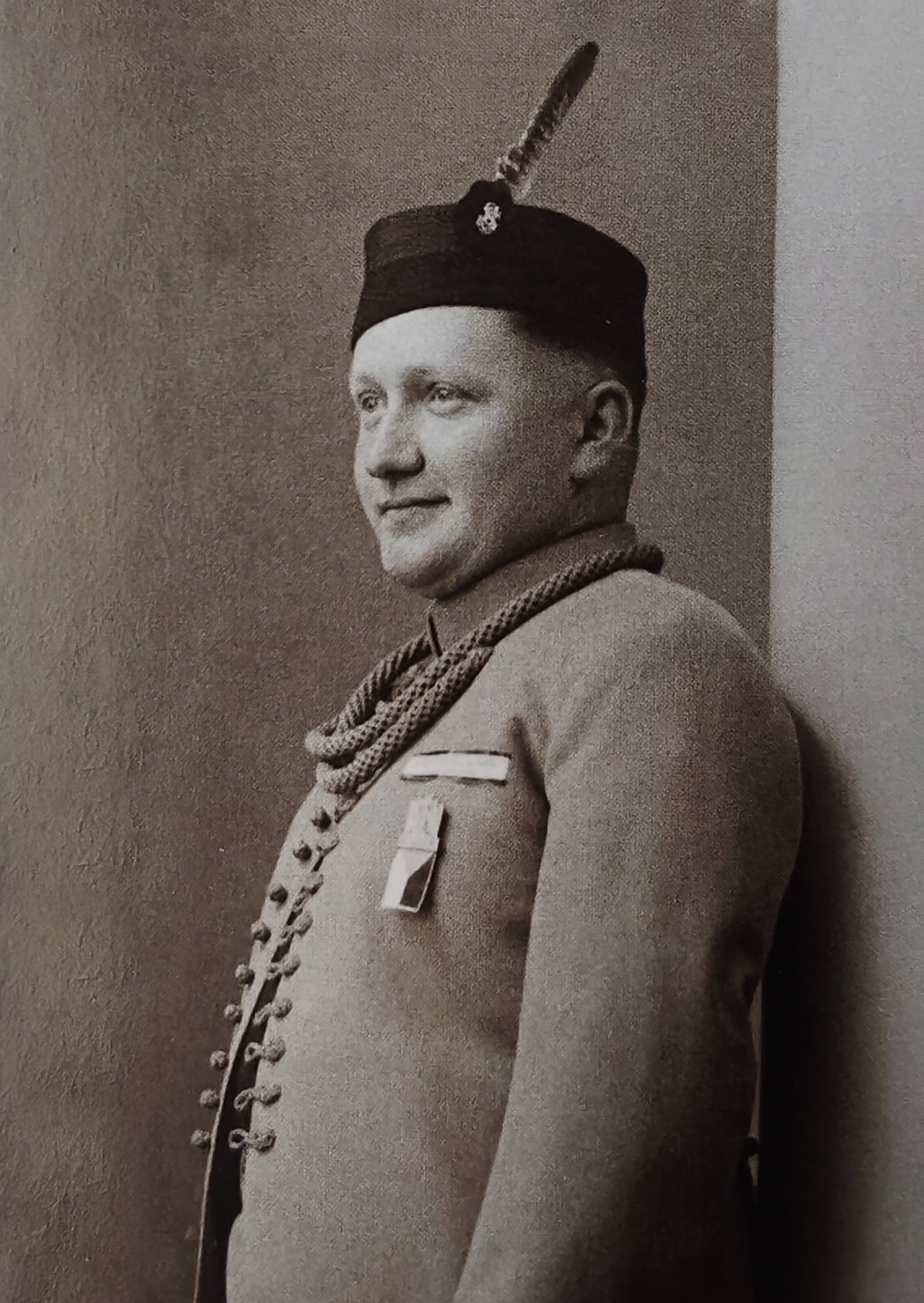
Její manžel Josef Nitka v sokolském
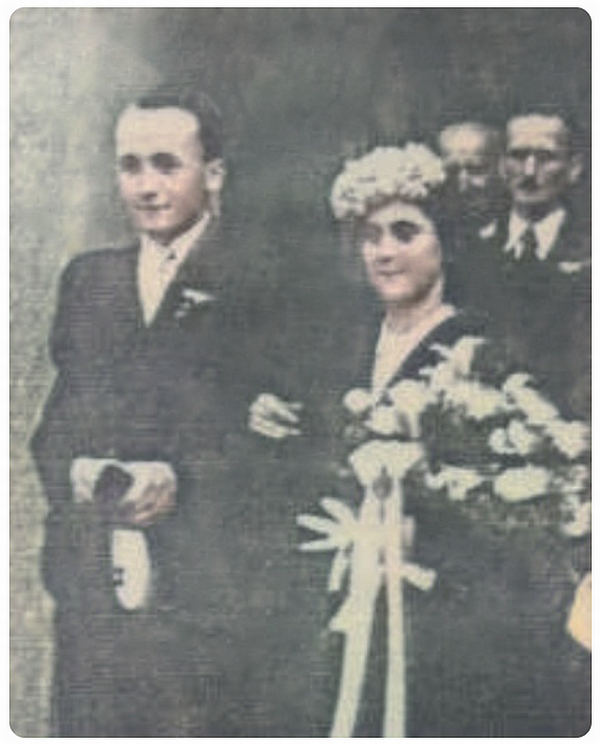
Manželé Hoškovi zatčeni ve stejný den (23. června 1942) jako manželé Nitkovi
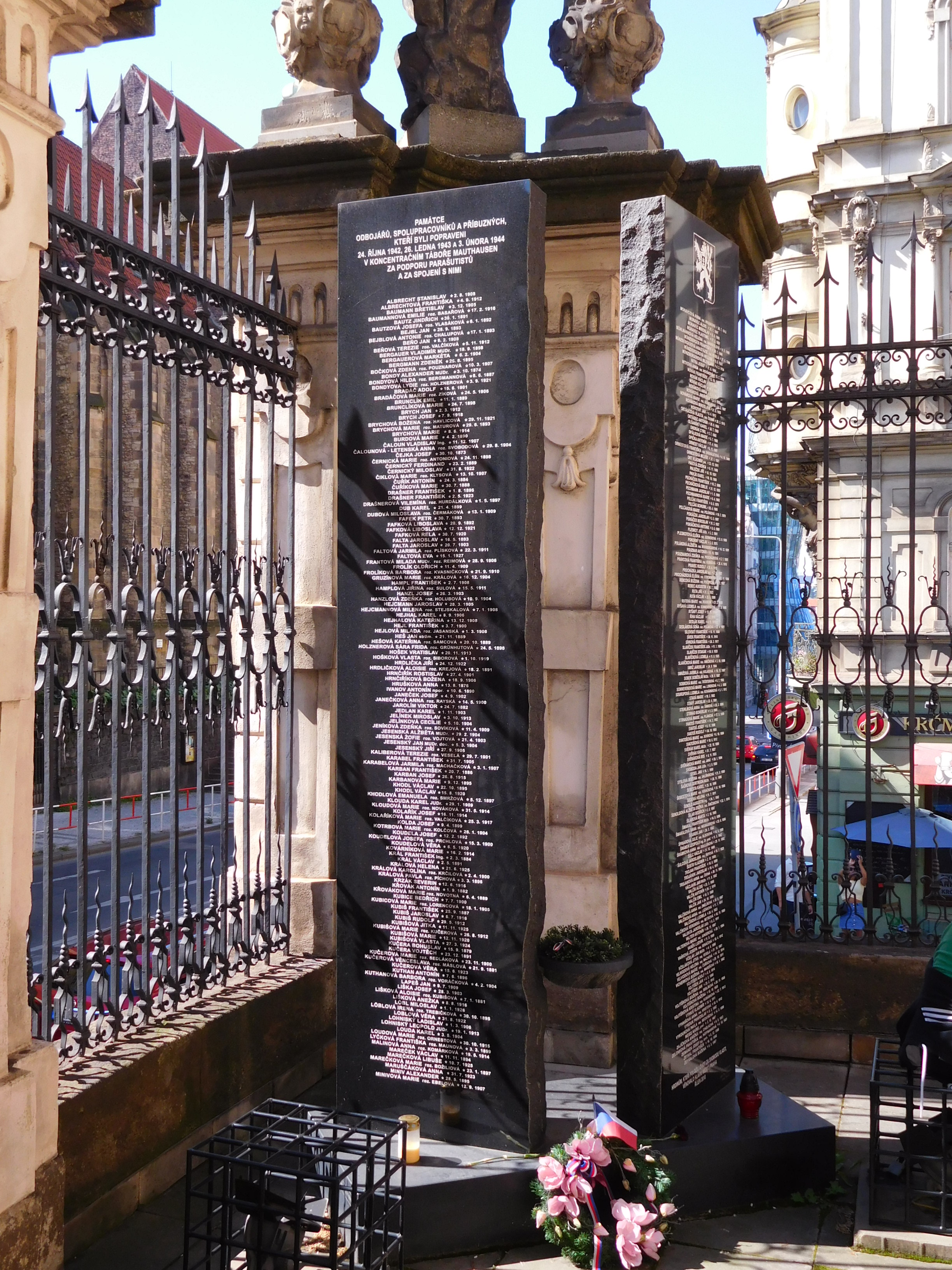
Pomník odbojářům popraveným a umučeným v souvislosti s operací Anthropoid (Praha - Nové Město, Resslova ulice)